# Hackeriella echina
Hackeriella echina är en insektsart som beskrevs av Burckhardt 2009. Hackeriella echina ingår i släktet Hackeriella och familjen Peloridiidae. Inga underarter finns listade i Catalogue of Life.